# Farringdon Station
Farringdon Station er en London Underground- og National Rail-station i Clerkenwell, lige nord for City of London, i bydelen Islington. Det er en af de mindre vigtige fjerntogsstationer i det centrale London, men dette vil ændres markant, når den bliver et vigtigt knudepunkt, men skiftemulighed mellem Londons to største infrastrukturprogrammer, Thameslink-programmet og Crossrail, der begge forventes fuldendt i 2018.

## Historie
Stationen blev åbnet den 10. januar 1863 som endestation på den oprindelige Metropolitan Railway, verdens første undergrundsbane. Stationen, der oprindeligt hed Farringdon Street, var oprindeligt en kort afstand fra den nuværende bygning. Jernbanen kørte fra Farringdon til Paddington, en afstand på 6 km. Stationen flyttede den 23. december 1865, hvor Metropolitan Railway åbnede en forlængelse til Moorgate. Den blev omdøbt til Farringdon and High Holborn den 26. januar 1922 og fik sit nuværende navn den 21. april 1936.
Jernbanen mellem Farringdon og King's Cross Station ligger langs med den nu rørlagte flod Fleet, der lå over jorden her indtil 1812. Stationsbygningen er et usædvanlig velbevaret stykke London Underground-arkitekture fra de 20. århundrede. Den har stadig sin oprindelige skiltning (med navnet "Farringdon and High Holborn" på facaden) og andre indikationer på Metropolitan Railways oprindelige fjerntogsagtige drift, fx et skilt med teksten "Parcel Office" (Pakkekontor), der har overlevet på ydermuren.
Efter vendesporene på London Blackfriars lukkede i marts 2009 er Southeasterns tog, der tidligere vendte på Blackfriars, blevet forlænget til Kentish Town, St Albans, Luton eller Bedford, og standser på denne station. First Capital Connect-tog til Moorgate ophørte samtidig. Tog syd for Blackfriars køres af Southeastern og nord for Blackfriars af First Capital Connect.

## Igangværende aktivitet
Der er i øjeblikket to større jernbaneprojekter i gang, som involverer Farringdon. Crossrail er en helt ny øst-vestgående jernbane, der forventes at åbne i 2018. Thameslink-programmet er en større opgradering til den eksisterende nord-sydgående Thameslink-rute, som tillader længere og oftere tog, der ligeledes forventes at være fuldendte i 2018.
Efter færdiggørelsen af Crossrail vil Farringdon være en af landets travleste stationer, baseret på antallet af gennemkørende tog. Den vil blive den eneste station, hvor passagerer kan skifte mellem Crossrail og Thameslink. En ny bygning med en dedikeret billethal, bliver anlagt for at betjene disse ekstra passagerer. Den nye bygning er umiddelbart syd for den nuværende station, som selv bliver opgraderet som en del af programmet.
En supplerende indgang vil også blive bygget i den nuværende stations nordlige ende for at betjene Turnmill Street.

### Thameslink-opgradering
Farringdon Station bliver ombygget for at kunne håndtere længere Thameslink-tog og for at lave en række andre forbedringer til stationen. Den eksisterende stationsbygning vil blive istandsat med et nyt tagudhæng, der skal overdække den nordlige del af alle fire spor og en ny permanent indgang og forhal imod Turnmill Street. En yderligere billethal vil blive bygget på sydsiden af Cowcross Street, der giver adgang til Thameslink-sporene, der vil blive forlænget mod syd under denne bygning, der gør stationen i stand til at håndtere tog på 240 m (12 vogne). Perronerne gøres bredere for at håndtere antallet af passagerer. Dette kræver at broen, der bærer Cowcross Street, nedrives og genopbygges når abutmenterne er blevet flyttet. Cowcross Street will be pedestrianised. På hele stationen vil der blive installeret elevatorer.
Den eksisterende fredede billethal og forhal renoveres, og kan kun benyttes af London Underground-passagerer. Skifter inde på stationen forbedres ved at fjerne gangbroen, og installere nye trapper og elevatorer med adgang til alle fire spor, hvilket giver gangbesværede mulighed for at benytte stationen.
Det var nødvendigt at forlænge perronerne mod syd, da der er en stejl gradient umiddelbart nord for stationen. Dette har resulteret i at grenen til Moorgate er blevet lukket permanent. Perronforlængelserne krydser den tidligere Moorgatebane og vil være få meter fra indkørslen til Snow Hill-tunnelen. Alternativt skulle både Thameslink- og London Underground-banerne have ny linjeføring, hvilket er upraktisk, da den sidstnævnte krydser den førstnævnte på en bro lige nord for stationen.

### Crossrail
Farringdon Crossrail Station bygges mellem Underground-stationerne Farringdon og Barbican og den vil have skiftemulighed til begge. Adgangen i Farringdon-enden vil ske fra den nye Thameslink-billethal. Arbejdet forventes færdigt i 2018. Crossrail vil forbinde Farringdon med yderligere to London-lufthavne (City og Heathrow), den olympiske park i Stratford, Canary Wharf, Bond Street/Oxford Street og Maidenhead. Stationen vil også være knudepunkt for rejser på tværs af London, da det bliver den eneste station, der både betjenes af de nord-sydgående Thameslink-tog og de øst-vestgående Crossrail-tog.

## Dobbelt kørestrømsanlæg
Farringdon Station er bemærkelsesværdig fordi First Capital Connect-togene skifter mellem 25 kV AC fra køreledninger, der benyttes nord for London, og 750 V DC fra tredjeskinne, der benyttes mod syd. Togene der tidligere kørte til Moorgate benyttede 25 kV AC på hele deres tur.
Indtil Thameslink-programmet begyndte, blev sydgående tog, der ikke kunne skifte til jævnstrøm, taget ud af drift på Farringdon, og rangeret på Moorgate, for at de ikke skulle blokere den centrale del af Thameslink-ruten. Da dette ikke længere er muligt er køreledningerne blevet forlænget til City Thameslink, for at disse tog kan fortsætte på vekselstrøm til det sydgående spor  på City Thameslink, og herefter returnere mod nord ved at benytte den nye transversal i Snow Hill-tunnelen.
Underground-togene, der betjener Farringdon, benytter et firskinne-jævnstrømssystem på 630 V.

## Betjeninger
Stationens London Underground-del betjenes af Metropolitan, Hammersmith & City og Circle lines, hvor stationerne på hver side heraf er King's Cross St. Pancras og Barbican.
Farringdon betjenes også af First Capital Connect-tog fra Brighton til Bedford, med stop i Gatwick Airport, eller fra Luton til Sutton eller Wimbledon. Stationerne på hver side heraf er City Thameslink og St Pancras International.
Indtil den 20. marts 2009 kørte nogle First Capital Connect-tog i myldretiderne til Moorgate og vendte der, frem for at fortsætte mod syd til Blackfriars og fjernere. Disse betjeninger ophørte, da udfletningen i stationens sydlige ende skulle fjernes, for at perronerne kunne forlænges til at håndtere 12-vogns tog. Der er ikke tilstrækkelig plads til at perronerne kunne forlænges mod nord, da sporene forlader stationen med en stejl nedadgående hældning.
Passagererne kan stadig rejse fra Farringdon til Barbican og Moorgate ved at benytte den parallelle London Underground-betjening.
Farringdon er i Transport for Londons takstzone 1.
| Foregående station                                                    |  | London Underground                               |                     | Efterfølgende station                           |
| --------------------------------------------------------------------- |  | ------------------------------------------------ | ------------------- | ----------------------------------------------- |
| King's Cross St. Pancrasmod Hammersmith                               |  |                                                  |                     | Barbicanmod Edgware Road (via Aldgate)          |
| King's Cross St. Pancrasmod Hammersmith                               |  |                                                  | Barbicanmod Barking |                                                 |
| King's Cross St. Pancrasmod Uxbridge, Amersham, Chesham eller Watford |  |                                                  |                     | Barbicanmod Aldgate                             |
| Foregående station                                                    |  | National Rail                                    |                     | Efterfølgende station                           |
| St Pancras International                                              |  | First Capital Connect Thameslink                 |                     | City Thameslink                                 |
| St Pancras International                                              |  | First Capital Connect Bedford-Sevenoaks          |                     | City Thameslink                                 |
|                                                                       |  | Ubenyttede jernbaner                             |                     |                                                 |
| King's Cross Thameslink (før december 2007)                           |  | First Capital Connect Thameslink (Moorgate-gren) |                     | Barbican                                        |
| King's Cross                                                          |  | British Rail Eastern Region City Widened Lines   |                     | Barbican                                        |
|                                                                       |  | Fremtidige forbindelser                          |                     |                                                 |
| Foregående station                                                    |  | Crossrail                                        |                     | Efterfølgende station                           |
| Tottenham Court Road mod Maidenhead eller Heathrow Airport            |  | Crossrail                                        |                     | Liverpool Street mod Abbey Wood eller Shenfield |

## Transportforbindelser
London buslinje 63 og natlinje N63.